# Espigas de Woronince

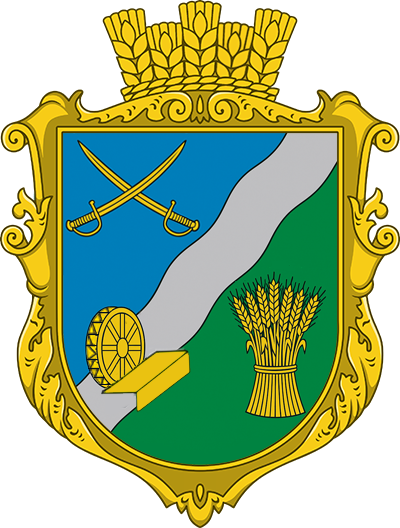
Escudo de armas de Voronivtsi

Espigas de Woronińce, o Cosecha en Woronińce, S. 249, es una suite de tres piezas para piano de Franz Liszt, escritas en 1847 en Woronińce, ahora Voronivtsi (ucraniano: Воронівці), propiedad ucraniana de su amante, la princesa Carolyne zu Sayn-Wittgenstein.

## Composición y contexto
Liszt conoció a la princesa por primera vez cuando tocó en Kiev el 14 de febrero de ese año. Después ella se separó de su marido e invitó a Liszt a pasar un tiempo en su finca en Podolia. Se quedó allí durante 10 días y luego partió para una gira de conciertos, prometiendo regresar en otoño. Regresó alrededor del 18 de septiembre y permaneció hasta principios de enero de 1848.  Fue durante estos tres meses cuando la relación de Liszt y Sayn-Wittgenstein se desarrolló hasta el punto en que ella planeó solicitar el divorcio al zar, Alejandro II de Rusia, y casarse con Liszt. Durante este tiempo, Liszt también completó gran parte de sus Harmonies poétiques et religieuses. 

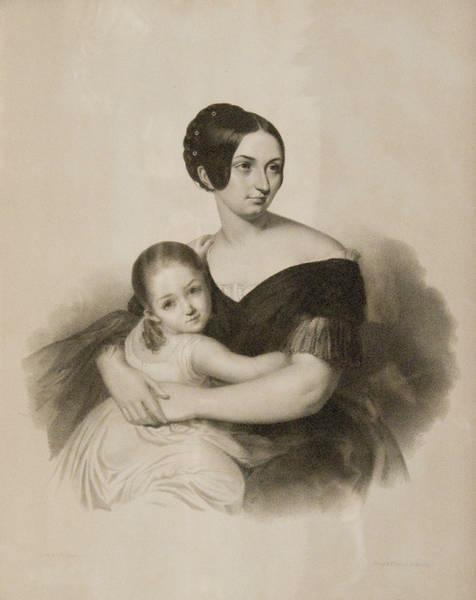
Carolyne von Sayn-Wittgenstein y su hija (alrededor de 1840)

## Características
Las tres piezas de Espigas de Woronince son:
1. Balada de Ukranía, una dumka basada en Ikhav Kozak za Dunaj
2. Melodías polacas, dos canciones populares polacas, la segunda de las cuales fue compuesta anteriormente por Frédéric Chopin "El deseo de una doncella", op. post. 74/1, escrita en 1829[3]
3. Quéjate, otra dumka.

Estaban dedicadas a la hija de la princesa Carolyne, la princesa Marie von Sayn-Wittgenstein.
Liszt también escribió una transcripción para piano solo de "El deseo de una doncella" de Chopin en sus Seis cantos polacos, S. 480, pero en su concepción es una pieza bastante diferente de su aparición en las Espigas de Woronince. 
La suite ha tenido poco éxito y grabaciones. Se pueden citar las de Robert Black, France Clidat, Leslie Howard y Aleksandra Mikulska. El número del medio fue grabado por Conrad Ansorge, alumno de Liszt,  en una versión que no se corresponde exactamente con el texto original.